# Türkische Botschaft Paris

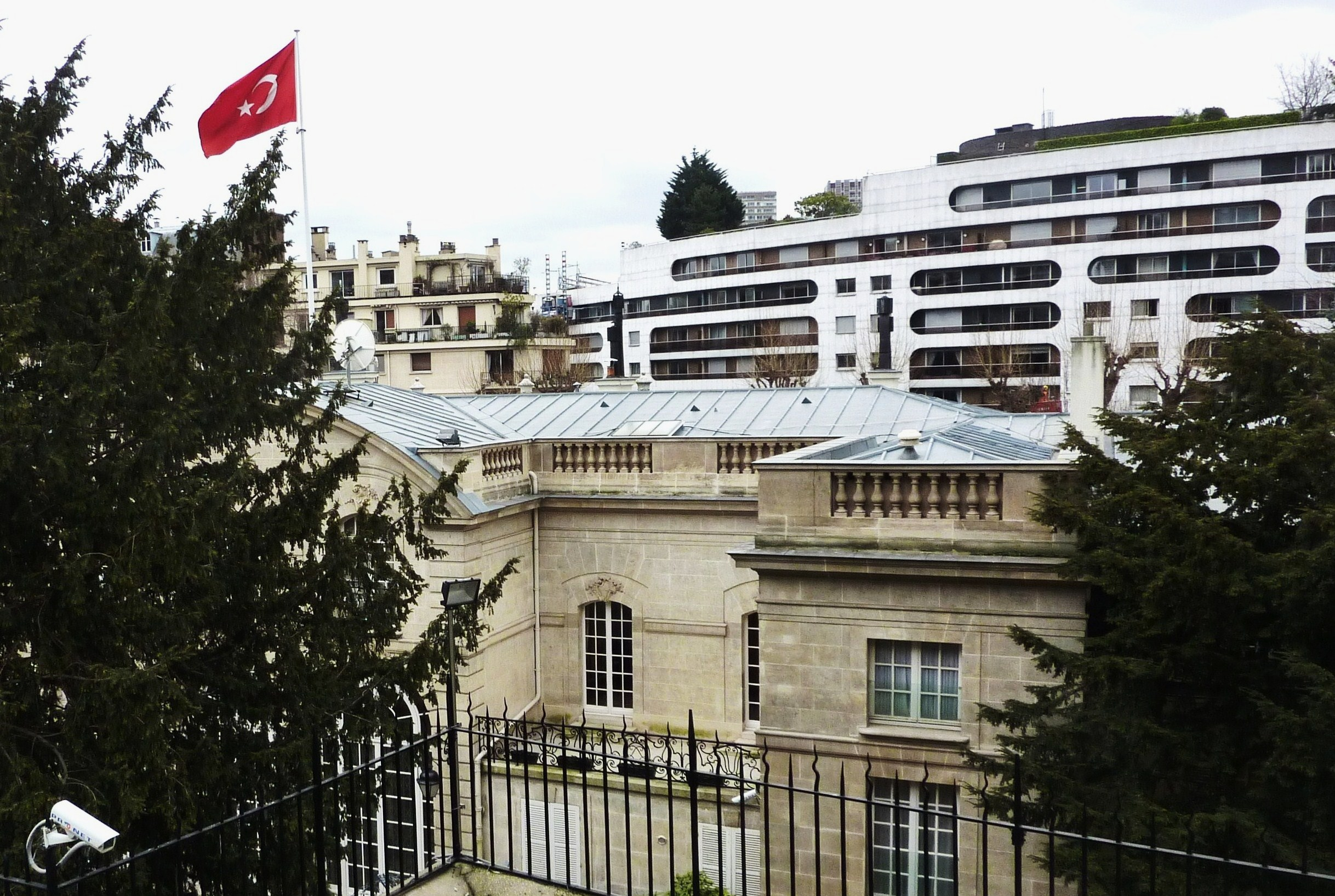
Das Hôtel de Lamballe

Die türkische Botschaft Paris (offiziell: Botschaft der Republik Türkei Paris; Türkiye Cumhuriyeti Paris Büyükelçiliği oder T.C. Paris Büyükelçiliği) ist die höchste diplomatische Vertretung der Republik Türkei in Frankreich. Der heutige Botschafter ist Tahsin Burcuoğlu (seit 2010).
Das Osmanische Reich schickte ab 1483 Vertreter nach Frankreich. Nach dem Bündnisvertrag zwischen Sultan Süleyman dem Prächtigen und König Franz I. von 1536 beorderte Frankreich einen Botschafter nach İstanbul. Der erste osmanische Botschafter war Yirmisekiz Çelebi Mehmet Efendi. Er blieb zwischen 1720 und 1722 in Frankreich und kehrte mit einem umfassenden Bericht zurück. Der erste ständige Botschafter wurde 1798 entsandt.

## Standorte
Die osmanische Botschaft – seit 1923 türkische Botschaft – befand sich in folgenden Adressen:
- Ab 1798 im Hôtel de Monaco (57, rue Saint Dominique) (heute polnische Botschaft)
- Ab 1810 im Hôtel de Bernage (2, rue de Lille)
- Ab 1815 im Haus 11, rue la Planche
- Ab 1835 im Hôtel du Châtelet (121, rue de Grenelle)
- Ab 1839 im Hôtel de Grimod de la Reynière (1, rue Boissy d’Anglas) (heute amerikanische Botschaft)
- Ab 1854 im Hôtel de Villars (116, rue de Grenelle)
- Ab 1863 im Hôtel des Maréchaux (10, rue de Presbourg)
- Ab 1872 im Hôtel de Saint-Julien (17, rue Laffitte)
- Ab 1888 im Hôtel des Maréchaux (10, rue de Presbourg)
- Ab 1908 im Haus 33, rue Villejust (heute rue Paul Valéry)
- Ab 1940 in Vichy
- Ab 1944 wieder im Haus 33, rue Villejust

Seit 1946 residiert der türkische Botschafter im Hôtel de Lamballe (16, avenue de Lamballe). 1974 wurde am Rande des Grundstücks direkt an der Avenue de Lamballe ein Neubau errichtet.